# Villeneuve (Vale de Aosta)
Villeneuve é uma comuna italiana da região do Vale de Aosta com cerca de 1.082 habitantes. Estende-se por uma área de 8 km², tendo uma densidade populacional de 135 hab/km². Faz fronteira com Arvier, Aymavilles, Introd, Saint-Nicolas, Saint-Pierre, Valsavarenche.

## Demografia
| Variação demográfica do município entre 1861 e 2011                               |
|                                                                                   |
| Fonte: Istituto Nazionale di Statistica (ISTAT) - Elaboração gráfica da Wikipedia |